# Marcelino Elena Sierra
Marcelino Elena Sierra (Gijón, 26 de setembre de 1971) és un futbolista asturià, ja retirat, que ocupava la posició de defensa.

## Trajectòria
Marcelino comença la seua carrera a l'Sporting de Gijón, on només apareix esporàdicament al primer equip entre el 93 i el 96. Al gener d'eixe any, es trasllada al RCD Mallorca, llavors en la Segona Divisió.
Amb els illencs aconsegueix l'ascens a la Primera Divisió i es converteix en un baluard defensiu del seu equip durant el temps que hi milita, fent parella defensiva amb Iván Campo. Passa dues temporades en primera divisió amb el Mallorca, que vivia la seua època daurada: la 1997/98 era cinquè i a la 1998/99 tercer i finalista de la Recopa.
El bon joc del defensa asturià fa que el Newcastle United FC el fitxe per a la Premier League anglesa, però no té sort i tan sols disputa 20 partits en els tres anys que hi passa a Anglaterra, també per culpa de les lesions.
Retorna al futbol espanyol per jugar temporada i mitja amb el Polideportivo Ejido, de la Segona Divisió, per retirar-se el 2004. Posteriorment, ha exercit de comentarista esportiu per a televisió.

## Selecció espanyola
Marcelino va ser internacional amb la selecció espanyola en cinc ocasions entre 1998 i 1999.